# Susan Wong
Susan Wong(chino tr.:黃翠珊/sm:黄翠珊, Hong Kong, 1 de enero de 1970) es una cantante de easy listening-smooth jazz.

## Biografía
Nacida en Hong Kong, a los siete años se estabeció en Sídney. Aprendió a tocar el piano a los cinco años y luego el violín, cantó en varios coros y compitió en varios certámenes. Obtuvo más tarde un diploma asociado del Trinity College London. Al terminar sus estudios universitarios, regresó a Hong Kong para dedicarse al negocio familiar antes de empezar su carrera artística.

## Álbumes
- 2002: Close To You
- 2004: I Wish You Love
- 2005: These Foolish Things
- 2005: Just A Little Bossa Nova
- 2006: A Night At The Movies
- 2006: My Choice
- 2007: Someone Like You
- 2008: The Best Of
- 2009: 511
- 2010: Step Into My Dreams
- 2012: My Live Stories
- 2014: Woman In Love
- 2019: Close to Me
- 2020: Christmas Love To You EP